# Brigitte Mira
Brigitte Mira (Amburgo, 20 aprile 1910 – Berlino, 8 marzo 2005) è stata un'attrice tedesca di teatro e cinema, nota soprattutto per essere stata diretta da Rainer Werner Fassbinder.

## Biografia
Sebbene fosse nata ad Amburgo, Mira crebbe a Berlino e attraverso il suo lavoro riuscì ad incarnare il senso dell'umorismo tipico dei berlinesi. Di padre russo di origine ebraica e di madre tedesca, durante il Terzo Reich partecipò alla campagna di propaganda nazista "Liese und Miese", dove interpretava il ruolo di Miese (in tedesco "cattivo"), ossia il modello da evitare, secondo l'ideologia nazista, dedito al mercato nero e all'ascolto di stazioni radio nemiche. Ma la sua innata simpatia riuscì a trasformare in simpatico un personaggio "negativo" per cui il Ministero della propaganda ben presto fu costretto a cancellare la serie in quanto controproducente. Nel dopoguerra la Mira è stata aspramente criticata per aver preso parte a quella campagna nazista.
Nel 1972 incontrò Rainer Werner Fassbinder che la notò allo Schauspielhaus di Bochum con Peter Zadek e le affidò il ruolo da protagonista nel film del 1974 La paura mangia l'anima, ruolo che la renderà nota a livello internazionale. Il film difatti venne presentato al Festival di Cannes del 1974. Per il ruolo di Emmi Kurowski, la donna delle pulizie che si innamora di un marocchino di vent'anni più giovane di lei, vinse nello stesso anno il Deutscher Filmpreis come Migliore attrice protagonista. Al pubblico televisivo tedesco è nota soprattutto per essere stata Oma Farber nella popolarissima serie tv Drei Damen vom Grill, trasmessa dalla televisione tedesca dal 1977 al 1991. Nel 1989 venne premiata con il Filmband in gold alla carriera.
Morì nel 2005 all'età di 94 anni.

## Filmografia parziale
- La tenerezza del lupo (Die Zärtlichkeit der Wölfe), regia di Ulli Lommel (1973)
- La paura mangia l'anima (Angst essen Seele auf), regia di Rainer Werner Fassbinder (1974)
- L'enigma di Kaspar Hauser, regia di Werner Herzog (1974)
- Il viaggio in cielo di mamma Kusters (Mutter Küsters fahrt zum Himmel), regia di Rainer Werner Fassbinder (1974)
- Il diritto del più forte (Faustrecht der Freiheit), regia di Rainer Werner Fassbinder (1975)
- Paura della paura (Angst vor der Angst), regia di Rainer Werner Fassbinder - film per la televisione (1975)
- Nessuna festa per la morte del cane di Satana (Satansbraten), regia di Rainer Werner Fassbinder (1976)
- Roulette cinese (Chinesisches Roulette), regia di Rainer Werner Fassbinder (1976)
- L'ispettore Derrick - Stagione 6, Episodio 12 L'angelo della morte (Ein Todesengel) (1979)
- Berlin Alexanderplatz - serie televisiva (1980)
- Lili Marleen, regia di Rainer Werner Fassbinder (1981)
- Spreepiraten - serie TV, 21 episodi (1989-1991)